# イアン・カー
イアン・カー（Ian Carr、1933年4月21日 - 2009年2月25日）は、スコットランド・ダンフリーズ出身のジャズ・トランペット、フリューゲルホルン、キーボード奏者。

## 経歴
17歳から独学でトランペットを吹き始めた。大学では英文学を専攻し、卒業後の1960年に弟マイク・カーらが組んでいたニューカッスルのバンド、エムシー・ファイヴ（EmCee Five）に加入して音楽活動を開始した。同バンドには1962年まで在籍。ロンドン進出後の1963年、サキソフォン奏者のドン・レンデルとの双頭クインテットであるドン・レンデル＆イアン・カー・クインテットを結成し、6年間に『ダスク・ファイア』など5枚のアルバムを制作した。 1960年代、ニール・アードレイ指揮のニュー・ジャズ・オーケストラと共演したり、アルト・サックス奏者のジョー・ハリオットとアルバムを録音した。
1969年、クインテット解散後にジャズ・ロック・グループのニュークリアスを結成。革新的なジャズ・ロックサウンドで一世を風靡した。メンバーにカール・ジェンキンス、ブライアン・スミス、クリス・スペディング、ジョン・マーシャルらを擁し、バンド名義またはカー名義で12枚のアルバムを発表して国際的にキャリアを認められていった。デビューした1970年にはモントルー・ジャズ・フェスティバルで初の賞を受賞し、ファースト・アルバム『エラスティック・ロック』をリリース、ニューポート・ジャズ・フェスティバルやヴィレッジ・ゲート・ジャズ・クラブで演奏した。その他にもジョン・マクラフリン、マイケル・ガーリックなどと共演。1975年からはユナイテッド・ジャズ+ロック・アンサンブルに参加、約30年間活動する。
演奏テクニックはハイレベルでスタイルはマイルス・デイヴィスに影響を受けたハード・バップが基本だが、共演者やその作品に対し柔軟に呼応する。
コロムビア等のレーベルに録音を残している。
またセッション・ミュージシャンとしてニコ、No-Man、フォルトラインなどジャズ以外の領域でも活動した。ミュージシャンとしてだけではなく文筆家としても知られており、マイルス・デイヴィス、キース・ジャレットをはじめとしたジャズに関する著作を数多く残している。
2009年2月25日死去。75歳。

## ディスコグラフィ

### エムシー・ファイヴ
- Let's Take Five (1961年)
- 『ビバップ・フロム・ジ・イースト・コースト』 - Bebop from the East Coast (1962年)

### ドン・レンデル＆イアン・カー・クインテット
- 『シェイズ・オブ・ブルー』 - Shades of Blue (1964年)
- 『ダスク・ファイア』 - Dusk Fire (1966年)
- 『フェイズ・スリー』 - Phase III (1968年)
- 『チェンジ・イズ』 - Change Is (1969年)
- 『ライヴ』 - Live (1969年)
- Live in London (2003年) ※1965年録音
- Original 1964-68 Recordings/Live from the Antibes Jazz Festival (2007年)
- 『ライヴ・アット・ザ・ユニオン1966』 - Live at the Union 1966 (2010年)

### ニュー・ジャズ・オーケストラ
- Western Reunion (1965年)
- Le Dejeuner sur L'Herbe (1966年)